# Emanoil Leoveanu
Emanoil Leoveanu (n. 1887 – d. 1959) a fost un general român care a luptat în cel de-al Doilea Război Mondial. Emanoil Leoveanu s-a născut la Craiova și a urmat cursurile de la Facultatea Juridică din Iași și Academia de Înalte Studii Comerciale din Iași. De asemenea, a urmat o lungă serie de pregătiri militare.
A fost înaintat la gradul de general de divizie cu începere de la data de 8 iunie 1940. A îndeplinit funcția de director general al Direcțiunii generale a Poliției până pe 4 decembrie 1941, când a fost înlocuit cu colonelul Nicolae Diaconescu, urmând să primească o funcție de comandă.
A fost trecut în rezervă pe 27 martie 1947. Pe 17 mai 1951 a fost arestat și întemnițat în penitenciarul Jilava, fiind acuzat că a fost director general al Poliției și Siguranței și a efectuat represiuni asupra comuniștilor și a mișcării muncitorești revoluționare. În urma procesului său, Emanoil Leoveanu a fost condamnat pe 3 octombrie 1957 la 15 ani de detenție riguroasă și la confiscarea averii. 

## Decorații
- Ordinul „Coroana României” în gradul de Mare Ofițer cu însemne militare de pace (9 mai 1941)[4]

## Legături externe
- en  Generals.dk